# 2-Merkaptoetanol

Strukturformel

2-Merkaptoetanol (även känt som β-merkaptoetanol, 2-ME, β-ME) är ett kemiskt ämne med formeln HO-CH2-CH2-SH som används för att bryta disulfidbryggor i proteiner under denaturering för analys. För att undvika återbildning av bryggorna adderar man ofta sedan en karboximetylgrupp (-CH2-COOH).
Genom att bryta disulfidbindningar kan 2-ME bryta både tertiär- och kvartärstrukturen hos vissa proteiner. 2-ME användes tidigare vid diverse analyser av proteiner, till exempel för att säkerställa att en lösning endast innehöll monomera proteiner, och inte disulfidbundna dimerer och oligomerer. På grund av vissa begränsande egenskaper hos substansen, bland annat dess förmåga att bilda additionsprodukter med fritt cystein och dess giftighet, används nu ofta ditiotreitol (DTT) för dessa ändamål istället.
Det främsta användningsområdet för 2-ME i dag är vid isolering av RNA från vävnader eller celler, då det förhindrar att så kallade ribonukleaser bryter ner det känsliga RNA:t. Ribonukleaser, d.v.s. RNA-nedbrytande enzymer, är vanligtvis mycket stabila på grund av de många disulfidbryggorna. I RNA-extraktionsprocessen används därför 2-ME vid lyseringen för att denaturera, och därmed inaktivera, dessa enzymer vilket förhindrar spjälkning av RNA.

## Säkerhet
2-ME är giftigt och kan orsaka irritation i luftvägarna vid inandning, kräkningar och organskador vid förtäring, och är dödligt vid hudkontakt. På grund av substansens giftighet och mycket obehagliga lukt bör den endast hanteras i välventilerade utrymmen, av personer iförd lämplig skyddsutrustning.